# Peleteria blanda
Peleteria blanda är en tvåvingeart som beskrevs av Charles Howard Curran 1925. Peleteria blanda ingår i släktet Peleteria och familjen parasitflugor.
Artens utbredningsområde är Kalifornien. Inga underarter finns listade i Catalogue of Life.